# Авекерк
Авекерк (фр. Haverskerque) је насељено место у Француској у региону Север-Па д Кале, у департману Север.
По подацима из 2011. године у општини је живело 1490 становника, а густина насељености је износила 162,49 становника/km².

## Демографија
| 1962. | 1968. | 1975. | 1982. | 1990. | 2011. |
| ----- | ----- | ----- | ----- | ----- | ----- |
| 1.207 | 1.165 | 1.160 | 1.193 | 1.330 | 1.490 |